# Muscat (vitigno)
Il Muscat è un vitigno a bacca bianca.
Si coltiva nell'Europa dell'Est, specialmente nel nordest e nel sudest della Romania; dove si asserisce di essere conosciuto dai tempi dell'antica Dacia.